# Michael Bleyenberg
Michael Bleyenberg (* 21. Juli 1961 in Höxter) ist ein deutscher Hologramm-Künstler.

## Leben
Michael Bleyenberg studierte Malerei an der Kunstakademie Düsseldorf/Münster und an der Hochschule für Bildende Künste Braunschweig. Heute arbeitet er fast ausschließlich mit dem Medium Licht unter Verwendung von Laser und Computer. Bereits 1993 gewann er den mit 5000 DM dotierten Holographie-Kunst-Preis für seine Arbeit Rooms to Share. Bleyenberg beschreibt das Medium Licht als eine künstlerische Möglichkeit, die „Feldkräfte“ Licht und Raum zu kombinieren und  für die Architektur nutzbar zu machen. Dabei konzentriert er sich auf holografische Anwendungen wie Lichtfassaden oder Lichtskulpturen, die er in einen architektonischen Raum einbindet.
Im Jahr 2000 gestaltete er eine fünf mal dreizehn Meter große Lichtwand an der Westfassade im Innenhof des Erweiterungsbaus der Deutschen Forschungsgemeinschaft in Bonn. Das Hologramm mit dem Titel Augenfeuer ist das größte Europas und wurde 2001 mit dem „IHMA-Award“ der International Hologram Manufacturers Association für exzellente holografische Arbeit ausgezeichnet. Seit 2006 steht sein Kunstwerk Three Prisms in London. Für das Erzbistum Köln gestaltete er ein holografisches Kreuz mit dem Titel Spero Lucem, dass in mehreren Kirchen des Bistums gezeigt wurde.
2012 zeigte Bleyenberg in der Ausstellung The Jeweled Net: Views of Contemporary Holography im Museum des Massachusetts Institute of Technology (MIT) in Cambridge ein vielfarbiges Hologramm mit dem Titel Insights, das für die Carl Zeiss AG konzipiert wurde. Bleyenberg ist überwiegend als freier Künstler tätig, der seine Werke international ausstellt.

## Veröffentlichungen
- Edeltrud Marx, Karl Josef Klauer, Michael Bleyenberg (Illustration): Keiner ist so schlau wie ich I, Vandenhoeck & Ruprecht, Göttingen, 2007 ISBN 978-3-525-79009-0 (türkischer Titel: Kimse benim kadar zeki değil ISBN 978-3-525-79026-7)
- Edeltrud Marx, Karl Josef Klauer, Michael Bleyenberg (Illustration): Keiner ist so schlau wie ich II, Vandenhoeck & Ruprecht, Göttingen, 2009 ISBN 978-3-525-79017-5